# Счастье моё (фильм, 2023)
1. перенаправление Франдетти, Алексей Борисович